# Njivica 1
Njivica  je hrid kod otoka Prvića. 
Visine je oko 5 metara. Skupina od dviju hridi Njivice (Njivica 1 i Njivica 2) južno od Prvića, kod rta Njivica.
U Državnom programu zaštite i korištenja malih, povremeno nastanjenih i nenastanjenih otoka i okolnog mora Ministarstva regionalnoga razvoja i fondova Europske unije, spominje se kao "manja nadmorska tvorba"  (hridi različita oblika i veličine).